# 윈스턴 리드
윈스턴 위레무 리드(Winston Wiremu Reid, 1988년 7월 3일 ~ )는 뉴질랜드의 전직 축구 선수로 포지션은 수비수이며 뉴질랜드와 덴마크 이중 국적을 보유하고 있다.

## 선수 경력

### 클럽
2005년 덴마크 수페르리가의 FC 미트윌란에서 데뷔하여 2010-11 시즌 중반까지 통산 92경기 3골을 기록하며 리그 2회 연속 준우승(2006-07, 2007-08), 덴마크컵 2회 연속 준우승(2009-10, 2010-11)에 이바지했다.
그 뒤 2010년 8월 5일 잉글랜드 프리미어리그의 웨스트햄 유나이티드로 이적하여 2011-12 EFL 챔피언십 3위 및 차기 시즌 1부 리그 승격, 2013-14년 EFL컵 4강, 2016-17년 UEFA 유로파리그 플레이오프 진출 등에 기여했으며 2020년 1월 14일 미국 MLS의 스포팅 캔자스시티로 임대 이적 후 12경기 1골을 기록하며 2020년 MLS컵 서부컨퍼런스 4강 진출, 2020년 MLS is Back 대회 8강 진출 등의 성과를 남겼다.
그리고 2021년 2월 1일 브렌트퍼드 FC로 임대 이적 후 12경기를 소화하며 2020-21 EFL 챔피언십 3위 및 차기 시즌 1부 리그 승격, 2020-21년 EFL컵 4강 진출에 기여한 뒤 웨스트햄으로 복귀했으나 2021년 9월 21일 경기 출전 시간을 보장받기 위해 웨스트햄과 상호 합의하에 계약을 종료했다.

### 국가대표팀
2007년부터 2010년까지 덴마크 연령대별 대표팀에서 활동하다가 2010년 3월 10일 뉴질랜드 성인대표팀에 전격 합류한 이후 2010년 FIFA 월드컵 23인 최종 엔트리에 이름을 올렸다.
그리고 슬로바키아와의 2010년 FIFA 월드컵 F조 조별리그 1차전에서 0-1로 뒤져 있던 후반 종료 직전 국제 A매치 데뷔골을 뉴질랜드에 월드컵 역사상 첫 승점을 안기는 극적인 동점골로 장식하며 뉴질랜드의 국민 영웅으로 단숨에 떠올랐고 비록 16강에는 오르지 못했지만 뉴질랜드 축구 역사상 월드컵 최다 승점 기록을 남기며 대회를 마무리했으며 이러한 활약은 웨스트햄 유나이티드로 이적하는 결정적인 계기가 되었다.
그 후 코로나19 범유행으로 1년 미뤄진 2020년 하계 올림픽에서는 마이클 복솔, 크리스 우드와 함께 와일드카드 자격으로 출전하여 뉴질랜드 축구 역사상 첫 올림픽 8강 진출의 업적을 이끌었다.